# Guidoccio Cozzarelli

Guidoccio Cozzarelli, Aanbidding der wijzen.

Guidoccio Cozzarelli (Siena, 1450 – aldaar, 1517) was een Italiaanse kunstschilder en miniaturist. Hij was actief in Siena tussen 1470 en 1517.

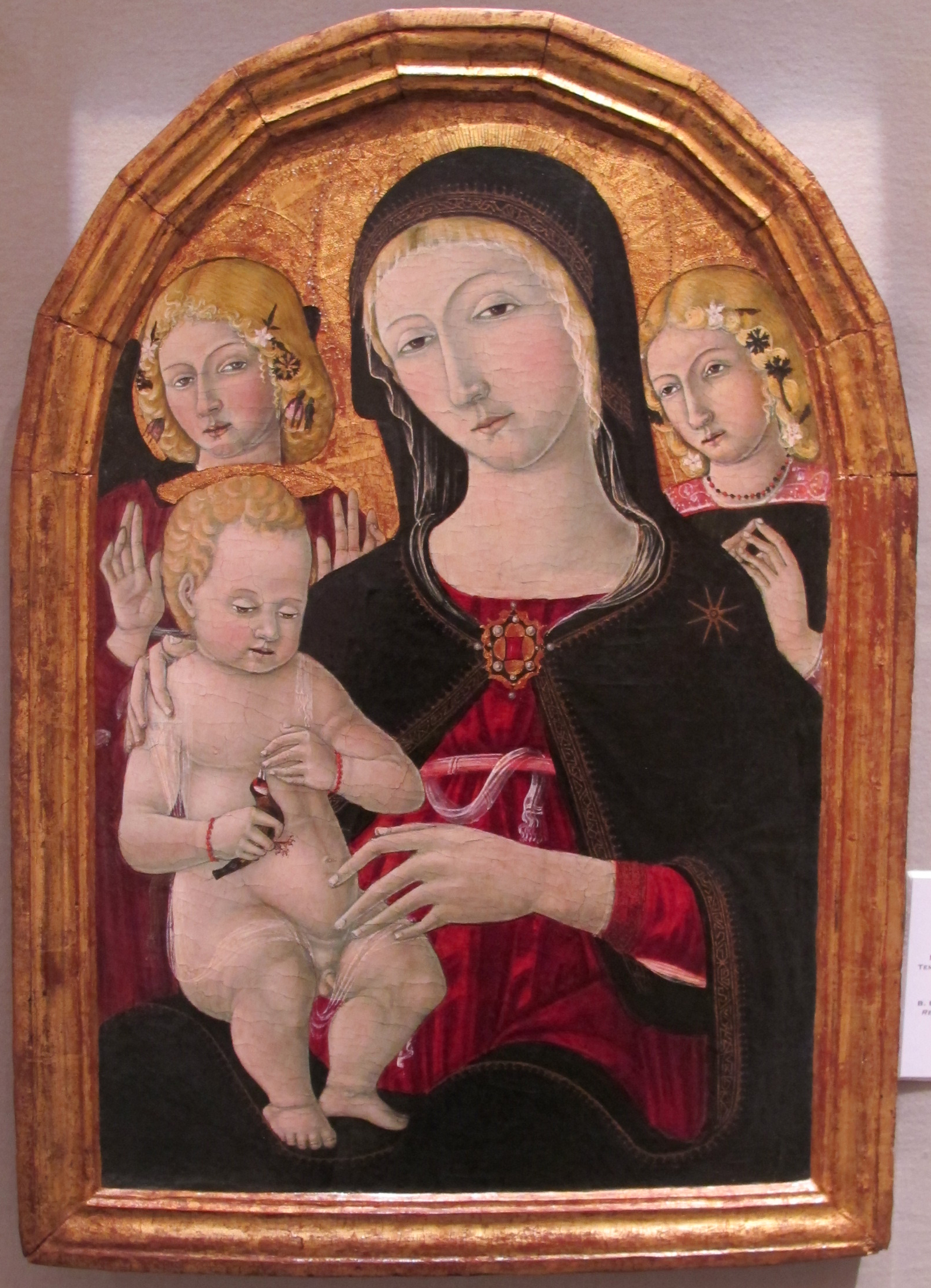
Guidoccio Cozzarelli, Madonna met Kind en engelen, privécollectie.

## Biografie
Guidoccio kwam uit een kunstenaarsfamilie, hij was de zoon van Giovanni di Marco en Nanni di Cozzarello. Zijn vader was een meester houtsnijder die werkte voor het Ospedale della Scala en voor het Opera del duomo van Siena. Zijn neef Jacopo Cozzarelli was beeldhouwer en architect en diens broer Battista Cozzarelli was goudsmid.
Hij kreeg zijn opleiding in het atelier van Matteo di Giovanni en bleef met deze meester samenwerken van 1470 tot 1483.
Hij huwde in 1480 en nadat hij weduwnaar geworden was hertrouwde hij op 16 september 1504. Het echtpaar kreeg zeven kinderen.

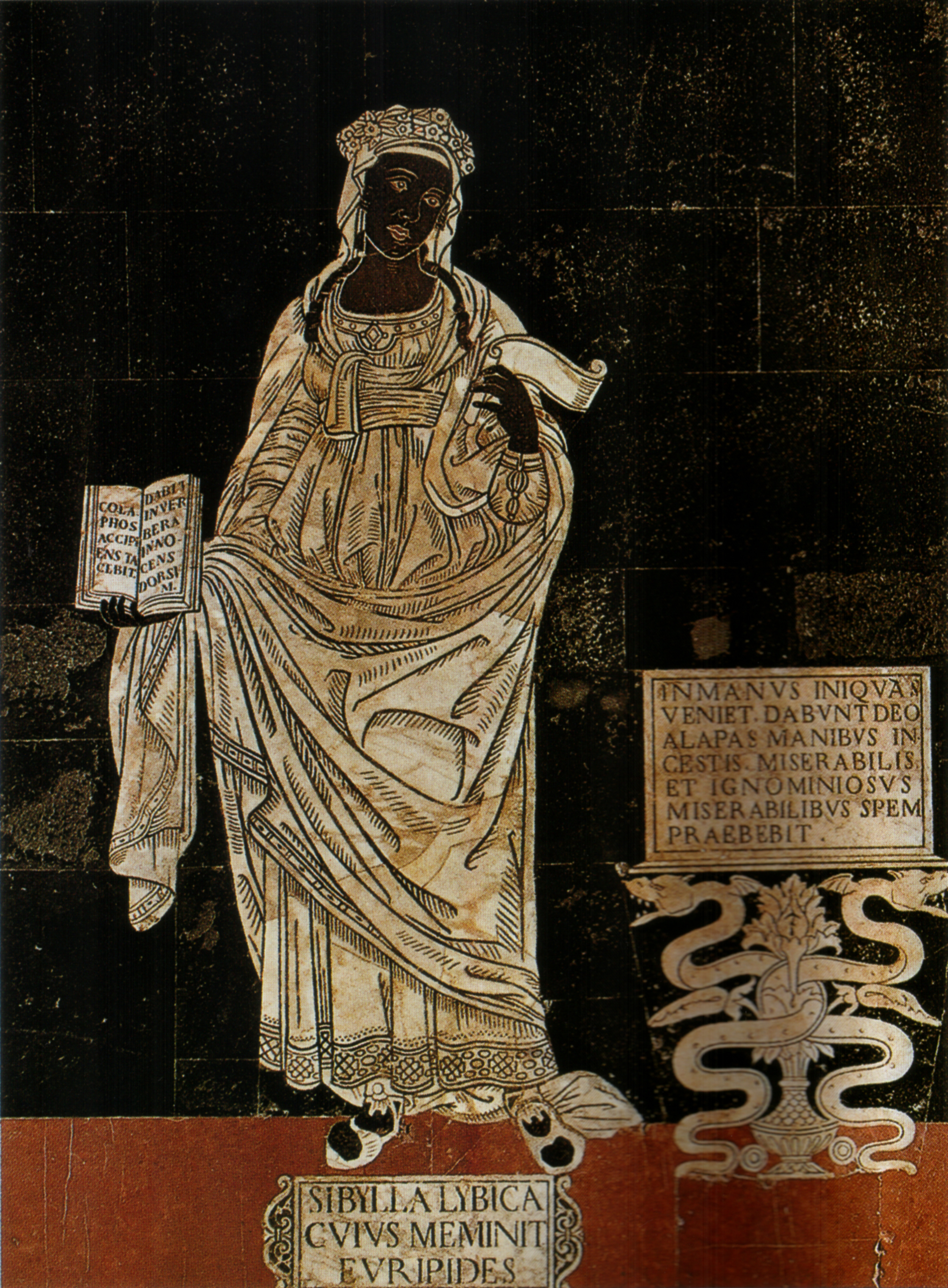
Libische Sibille in de vloer van de dom van Siena

## Werken
De eerste gedocumenteerde werken in de jaren 1470-1471 waren kleine opdrachten voor het Ospedale Santa Maria della Scala en in 1473 had hij rekeningen openstaan bij de Compagnia di San Bernardino voor het schilderen van twee figuren rond de afbeelding van de Heilige Maagd in het Ospedale di San Bernardino en voor een fresco van een Piëta boven de toegangsdeur van de zetel van de compagnia. In 1475 ontving hij 12 lire voor een heilige Hiëronymus die hij schilderde voor Giovanni di Saibene Benassai. In deze periode bekleedde hij ook belangrijke functies in de contrade van San Bartolomeo en San Gilio.
In de jaren 1481-1483 werkte hij voor de kathedraal van Siena en werkte samen met Bastiano di Francesco aan de decoratie van de koepel van de kathedraal. Op 7 december 1482 werd hij betaald voor de miniaturen die hij schilderde in de antifonaria van de kathedraal en op 5 september 1483 werd hij betaald voor een ontwerp van de Libische Sibille voor de vloer van de dom. Uit 1482 is een gesigneerd en gedateerd werk met een “Getroonde Madonna met Kind, twee engelen en de heilige Hiëronymus en de zalig verklaarde Giovanni Colombini” nu bewaard in de Pinacoteca Nazionale di Siena.

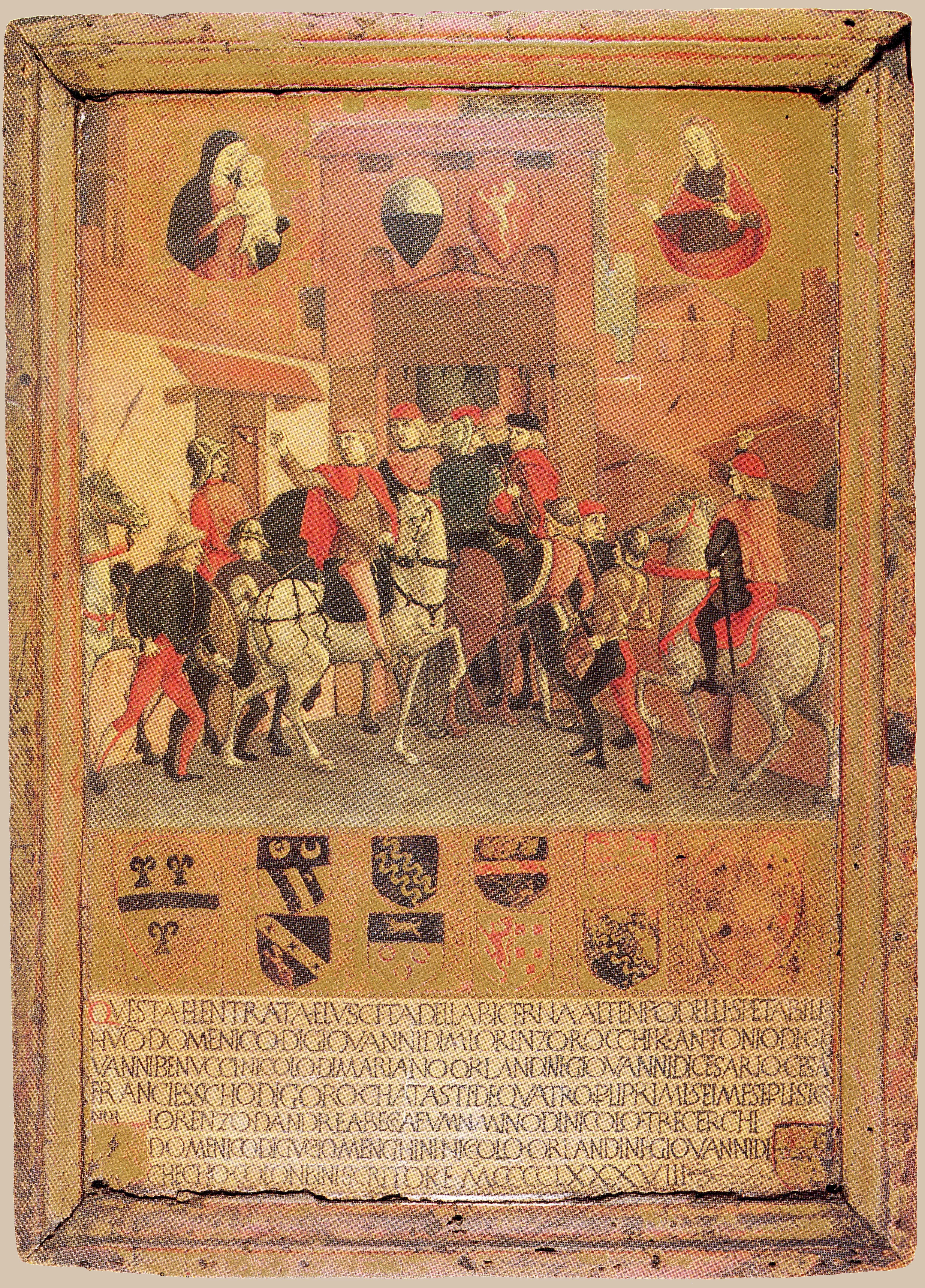
Guidoccio Cozzarelli, Pandolfo Petrucci grijpt de macht in Siena.

Tussen 1483 en 1486 werkte hij veel voor het Osservanza-klooster in Sinalunga (kerk van S. Bernardino) en het gebied daaromheen. In 1483 begon hij aan een “Madonna met Kind en de HH. Simeon en Taddeüs” die hij signeerde en dateerde in 1486. Voor dezelfde kerk schilderde hij het “Doopsel van Christus” dat door de kunsthistorici als zijn belangrijkste werk wordt gezien. Ook gesigneerd en gedateerd op 1486 is een “Getroonde Madonna met de HH. Margaretha en Catharina van Alexandrië” afkomstig uit de omgeving van Sinalunga, dat nu bewaard wordt in het museum voor Schone Kunsten van Boedapest.
Uit 1495 kennen we een doek met de heilige Sebastiaan, nu bewaard in de pinacotheek van Siena. In 1512 naam hij deel aan de voorbereiding van de decoraties voor de plechtige begrafenis van Pandolfo Petrucci op 8 juni van dat jaar.

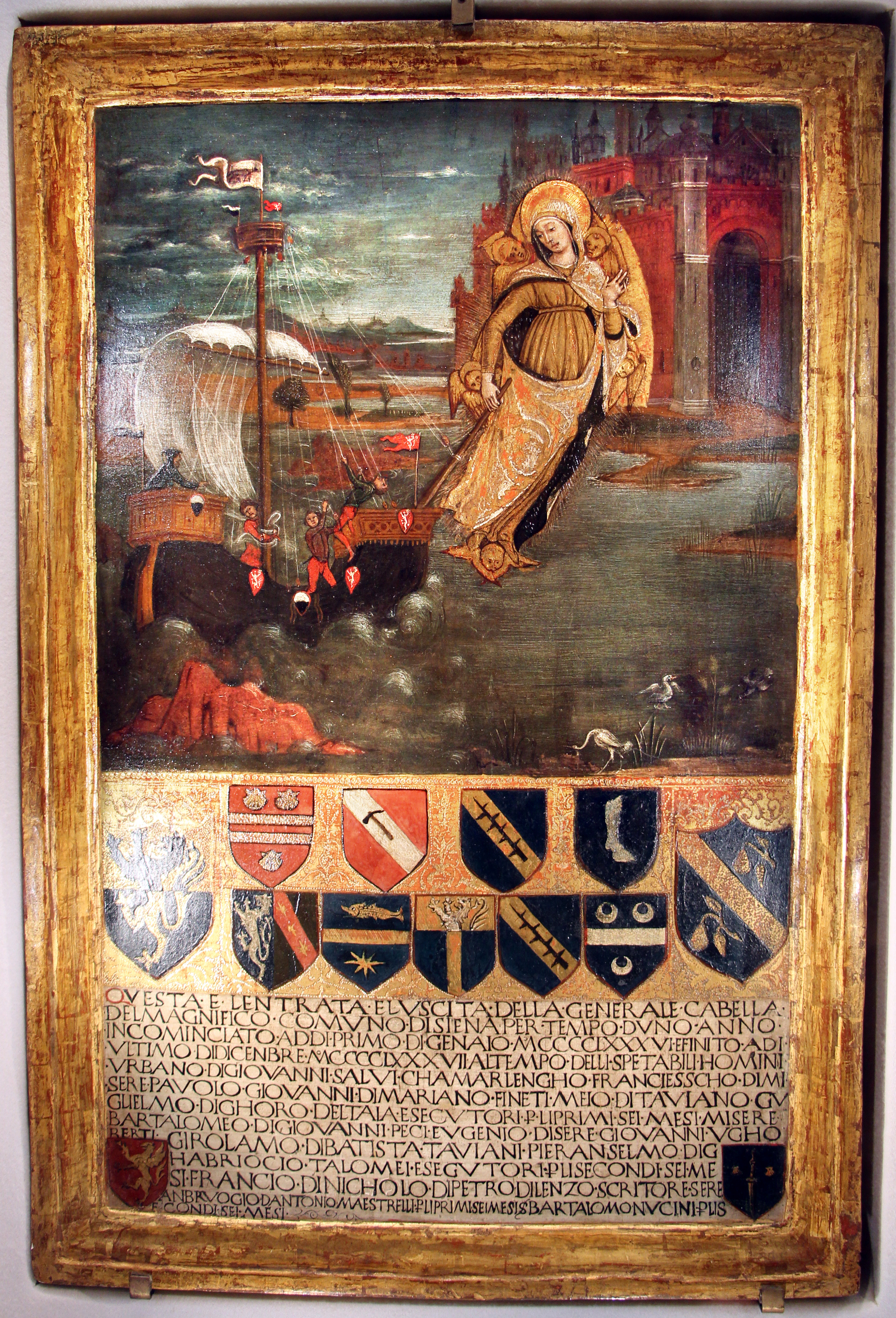
Guidoccio Cozzarelli, Gabella, Maria leidt de bark van Siena in kalm water.

Naast zijn activiteiten als schilder was Guidoccio Cozzarelli ook zeer actief als miniaturist, schilderde hij cassone (koffers die deel uit maaktes van het meubilair in de late middeleeuwen en de renaissance) en kleine tabletten die dienst deden als boekplat voor de dossiers van de Biccherna en Gabella (financiële administratie). In deze kleine werken zien we een zelfzekere en levendige tekenaar en schilder aan het werk. Zijn altaarstukken en grote panelen daarentegen tonen statische figuren met conventionele expressies.

## Stijlkenmerken
Zowel uit zijn werk als verluchter als in zijn schilderwerk zien we de ontwikkeling van een fijne, onderscheidende stijl die Sienese, Toscaanse en Noord-Europese elementen combineert. In veel van zijn werken kan men zien hoe hij massa’s van rustieke en klassieke architecturale structuren combineert tot vergezichten met een perfect perspectief. Die stadsgezichten met een landschap of open lucht als achtergrond en de portieken, poorten en gewelfde ruimtes op de voorgrond, zijn het toneel waarop levendige, opgewekte figuren, scènes uit de Bijbel of oude legendes afbeelden. Via zijn leraar Matteo di Giovanni onderging hij misschien de invloed van Piero della Francesca.